# Геннинг, Иван Яковлевич
Иван Яковлевич Геннинг (1758—1831) — российский медик и энтомолог немецкого происхождения, член Московского общества испытателей природы, доктор медицины.

## Биография
Иван Геннинг родился 29 декабря 1758 года в городе Данциге (ныне Гданьск); образование получил сперва в местной гимназии, затем в Кенигсбергском университете и закончил его в Берлине. 
Прибыв в Россию в 1779 году и взяв необходимые уроки по русскому языку, он в 1781 году поступил на службу лекарем в штаб финляндской армии. 
В 1790 году И. Я. Геннинг был произведён в штаб-лекари и переведен в Семёновский лейб-гвардии полк.
В 1795 году он временно был исправляющим должность штаб-доктора в Финляндской дивизии. 
В конце 1796 года Геннинг был назначен гоф-хирургом при Высочайшем Дворе, а в 1797 году причислен к Кабинету Его Величества. 
В 1806 году он временно заведовал гвардейским госпиталем. В 1827 году Иван Яковлевич Геннинг был уволен от службы в Императорском кабинете, но оставался врачом при Петербургской шпалерной мануфактуре. 
В 1828 году он передал собранную им библиотеку по медицинским и естественным наукам Императорскому Александровскому университету. 
Посвящая, несмотря на обширную практику, много времени естественным наукам, Геннинг с особенной любовью занимался энтомологией; труды его в этой области принесли ему известность среди учёных. Некоторые насекомые, им найденные и описанные, были названы по его имени Henningia. 
Геннинг также состоял членом Московского общества испытателей природы. 
Оказывая медицинскую помощь больным холерой, Иван Яковлевич Геннинг заразился сам и умер 6 октября 1831 года в городе Санкт-Петербурге.